# Малішевко
Малішевко (пол. Maliszewko) — село в Польщі, у гміні Дробін Плоцького повіту Мазовецького воєводства.
Населення — 115 осіб (2011).
У 1975-1998 роках село належало до Плоцького воєводства.

## Демографія
Демографічна структура станом на 31 березня 2011 року:
|          | Загалом | Допрацездатний вік | Працездатний вік | Постпрацездатний вік |
| -------- | ------- | ------------------ | ---------------- | -------------------- |
| Чоловіки | 55      | 16                 | 37               | 2                    |
| Жінки    | 60      | 14                 | 34               | 12                   |
| Разом    | 115     | 30                 | 71               | 14                   |